# Marija Novolodskaja
Marija Jur'evna Novolodskaja (in russo Мария Юрьевна Новолодская?; Velikij Novgorod, 28 luglio 1999) è una ciclista su strada e pistard russa che corre per il team Lifeplus Wahoo. È stata medaglia di bronzo nell'americana ai Giochi olimpici di Tokyo 2020.

## Carriera
Specialista delle gare di endurance su pista, nella categoria Juniores si aggiudica il titolo mondiale di inseguimento individuale nel 2016 a Grenchen; tra le Under-23 fa suoi invece due titoli europei, nell'americana nel 2018 e nell'omnium nel 2020. Nel 2019 è invece medaglia di bronzo nell'americana ai Giochi europei di Minsk, e medaglia d'argento nella cronometro Under-23 agli europei su strada di Alkmaar.
Nel 2020 ai campionati europei su pista Elite di Plovdiv si aggiudica l'argento nell'americana e il bronzo nell'omnium. Ai Giochi olimpici di Tokyo 2020, nell'estate 2021, vince quindi la medaglia di bronzo nell'americana in coppia con Gul'naz Chatunceva.
Nel 2022 debutta con la formazione World Tour emiratina UAE Team ADQ.

## Palmarès

### Strada
- 2017 (Juniores)

Campionati russi, Prova a cronometro Junior
- 2020 (Cogeas-Mettler Pro Cycling Team, due vittorie)

Grand Prix Mount Erciyes 2200 mt
Grand Prix World's Best High Altitude

#### Altri successi
- 2018 (Cogeas-Mettler Pro Cycling Team)

Classifica giovani Gracia-Orlová
Classifica giovani Tour de Feminin-O cenu Českého Švýcarska
- 2019 (Cogeas-Mettler Pro Cycling Team)

Classifica giovani Gracia-Orlová

### Pista
- 2016 (Juniores)

Campionati del mondo, Inseguimento individuale Junior
- 2017

Campionati russi, Americana (con Dar'ja Malkova)
- 2018

Campionati europei, Americana Under-23 (con Diana Klimova)
- 2019

Campionati russi, Inseguimento individuale
- 2020

Campionati europei, Omnium Under-23
Campionati russi, Omnium
Campionati russi, Americana (con Gul'naz Chatunceva)
- 2021

Campionati russi, Inseguimento a squadre (con Valerija Valgonen, Marija Miljaeva e Alena Ivančenko)
Campionati russi, Inseguimento individuale
Campionati russi, Americana (con Alena Ivančenko)
Campionati russi, Corsa a eliminazione

## Piazzamenti

### Grandi Giri
- Giro d'Italia

2020: 20ª
2021: 53ª

### Competizioni mondiali
- Campionati del mondo su strada

Bergen 2017 - Cronometro Junior: 5ª
Bergen 2017 - In linea Junior: 4ª
Innsbruck 2018 - Cronometro Elite: 42ª
Innsbruck 2018 - In linea Elite: 55ª
Yorkshire 2019 - Cronometro Elite: 44ª
Yorkshire 2019 - In linea Elite: 53ª
Imola 2020 - In linea Elite: 49ª
- Campionati del mondo su pista

Aigle 2016 - Inseguimento a squadre Junior: 11ª
Aigle 2016 - Inseg. individuale Junior: vincitrice
Aigle 2016 - Omnium Junior: 4ª
Montichiari 2017 - Inseguimento a squadre Junior: 6ª
Montichiari 2017 - Omnium Junior: 6ª
Montichiari 2017 - Americana Junior: 2ª
Montichiari 2017 - Corsa a punti Junior: 2ª
Apeldoorn 2018 - Americana: 5ª
Pruszków 2019 - Americana: 6ª
Berlino 2020 - Americana: 8ª
Berlino 2020 - Corsa a punti: 7ª
Roubaix 2021 - Americana: 7ª
Roubaix 2021 - Corsa a eliminazione: 4ª
- Giochi olimpici

Tokyo 2020 - Americana: 3ª
Tokyo 2020 - Omnium: 15ª

### Competizioni europee
- Campionati europei su strada

Plumelec 2016 - Cronometro Junior: 5ª
Plumelec 2016 - In linea Junior: 25ª
Herning 2017 - Cronometro Junior: 6ª
Herning 2017 - In linea Junior: 17ª
Brno 2018 - Cronometro Under-23: 4ª
Brno 2018 - In linea Under-23: 6ª
Alkmaar 2019 - Cronometro Under-23: 2ª
Alkmaar 2019 - In linea Under-23: 39ª
Trento 2021 - Cronometro Under-23: 10ª
Trento 2021 - In linea Under-23: 27ª
- Campionati europei su pista

Montichiari 2016 - Inseguimento a squadre Junior: 5ª
Montichiari 2016 - Inseguimento individuale Junior: 2ª
Sangalhos 2017 - Inseguimento a squadre Junior: 3ª
Sangalhos 2017 - Inseguimento individuale Junior: 2ª
Sangalhos 2017 - Omnium Junior: 3ª
Sangalhos 2017 - Americana Junior: 2ª
Aigle 2018 - Omnium Under-23: 5ª
Aigle 2018 - Americana Under-23: vincitrice
Gand 2019 - Inseguimento individuale Under-23: 3ª
Gand 2019 - Americana Under-23: 3ª
Apeldoorn 2019 - Americana: 12ª
Fiorenzuola 2020 - Corsa a punti Under-23: 4ª
Fiorenzuola 2020 - Omnium Under-23: vincitrice
Plovdiv 2020 - Omnium: 3ª
Plovdiv 2020 - Americana: 2ª
Grenchen 2021 - Inseguimento a squadre: 5ª
Grenchen 2021 - Americana: 5ª
- Giochi europei

Minsk 2019 - In linea: 48ª
Minsk 2019 - Cronometro: 13ª
Minsk 2019 - Americana: 3ª